# 丸尾常喜
丸尾 常喜（まるお つねき、1937年3月29日 - 2008年5月7日）は、日本の中国近現代文学者。東京大学東洋文化研究所名誉教授。

## 経歴
1939年、熊本県生まれ。東京大学文学部中国文学科で学び、1962年に卒業。大阪市立大学大学院修士課程に進み、1964年に中退。その後は熊本県立人吉高等学校教諭として教鞭を執った。
1968年、北海道大学文学部助手となり、1973年に助教授昇格。1990年より東京大学東洋文化研究所教授。1992年、学位論文『魯迅と伝統に関する基礎的考察』を東京大学に提出して文学博士号を取得。1997年定年退官、名誉教授。2005－2008年日本中国学会理事長。2008年胃がんのため札幌市の病院で死去。

## 研究内容・業績
専門は中国の近現代文学。特に魯迅を研究対象として近代中国の社会と思想を考察し、著作を残している。

## 著作

### 著書
- 『魯迅 花のため腐草となる』中国の人と思想 集英社 1985
- 『魯迅 「人」「鬼」の葛藤』岩波書店 1993
  - 中国語訳版『“人”与“鬼”的糾葛：魯迅小説論析』秦弓訳 人民文学出版社　2010
- 『魯迅『野草』の研究』汲古書院 1997

### 共著
- 『中国の言語文化 魯迅と荘子』蜂屋邦夫共著 放送大学教育振興会 2002

### 翻訳・注釈
- 『中国小説の歴史的変遷 魯迅による中国小説史入門』魯迅著、訳注 凱風社 1987
- 『球磨先哲遺稿 犬童球渓輯』種元勝弘共訓読・注釈 1994
- 「山峡にて」艾蕪著、丸尾訳(所収『中国現代文学珠玉選』小説 1 二玄社 2000)
- 「菉竹山房」呉組緗著、丸尾訳(所収『中国現代文学珠玉選』小説2 二玄社 2000)
- 「心経」張愛玲著、丸尾訳(所収『中国現代文学珠玉選』小説 3 (女性作家選集) 二玄社 2001)

### 論文
- <CiNii丸尾常喜